# Myripristis violacea
Myripristis violacea (Bleeker, 1851) è un pesce osseo marino appartenente alla famiglia Holocentridae.

## Distribuzione e habitat
La specie ha distribuzione indopacifica, il suo areale va dalle coste orientali africane alle isole Tuamotu, a sud raggiunge la Nuova Caledonia e le isole Australi mentre a nord si trova fino alle Ryūkyū. Segnalato anche nella grande barriera corallina australiana. È abbondante alle isole Salomone.
Vive nelle barriere coralline in ambienti riparati, sia all'interno delle lagune degli atolli che sul bordo esterno della barriera, in zone a bassa energia. Si incontra comunemente in aree a forte crescita di corallo, spesso fra i rami di madrepore dei generi Acropora e Porites.
La distribuzione batimetrica va da 3 a 30 metri.

## Descrizione
Come tutti i Myripristis M. violacea ha sagoma alta, occhi molto grandi e bocca ampia con inserzione obliqua. Le scaglie sono grandi. La colorazione non è rossa come in gran parte degli Holocentridae ma è argentea con evidenti riflessi violacei su tutto il corpo. Le pinne sono chiare con la parte finale dei lobi della parte molle della pinna dorsale, della pinna anale e della pinna caudale di color arancio. Sull'opercolo branchiale vi è una barra subverticale di colore rosso scuro con toni aranciati.
Raggiunge eccezionalmente i 35 cm di lunghezza massima, mediamente misura intorno ai 18 cm.

## Biologia

### Comportamento
È notturno come tutti gli Holocentridae. Si incontra solitario o in guppetti, talvolta assieme ad altre specie di Myripristis.

### Alimentazione
La dieta è basata su crostacei planctonici, secondariamente si nutre di organismi bentonici, materiale vegetale e piccoli pesci.

## Pesca
Viene pescata solo a livello artigianale o di sussistenza.

## Conservazione
La specie è comune e ben distribuita, non sembrano essere in atto immediate minacce e la pesca è scarsa e poco impattante. Per questo la lista rossa IUCN la classifica come "a rischio minimo".